# Merve Aydın
Pour les articles homonymes, voir Aydın (homonymie).
Ne doit pas être confondu avec Merve Aydın (basket-ball).
Merve Aydın (née le 17 mars 1990 à Istanbul) est une athlète turque, spécialiste du 800 m.
Affiliée au club omnisports Fenerbahçe SK au niveau national, elle intègre la délégation turque aux Jeux olympiques d'été de 2008 à Pékin et ceux de 2012 à Londres.

## Palmarès
- médaille d'or au relais 4 × 400 mètres femmes (3 min 29 s 40) aux Championnats d'Europe d'athlétisme par équipes 2011 à Izmir le 19 juin 2011[2].
- médaille d'or au 800 mètres femmes aux Championnats d'Europe espoirs d'athlétisme 2011 à Ostrava le 15 juillet 2011[2].
- médaille d'or au 800 mètres femmes (2 min 03 s 80) à Istanbul le 18 février 2012[3] (Balkan indoor championships).
- médaille d'argent au relais 4 × 400 mètres femmes (3 min 41 s 47) à Istanbul le 18 février 2012[3] (Balkan indoor championships).
- médaille d'or au relais 4 × 400 mètres femmes (2 min 01 s 05) à Izmir le 20 mai 2012[2].
- médaille d'or au 800 mètres femmes (2 min 0 s 23) à Minsk le 12 juin 2012[2] (Olympic Prizes).